# 앙골 모아
앙골 모아(アンゴル＝モア, Angol Mois)는 요시자키 미네의 원작 애니메이션 '케로로 중사'에 등장하는 인물이다. 앙골모아의 담당 성우는 일본에서는 노토 마미코, 북미에서는 캐리 새비지, 한국은 투니버스에서 이용신, 카툰네트워크 재더빙판에서는 박지윤이 맡고 있다.

## 인물
케론별과 동맹 관계에 있는 앙골족의 소녀로, 사람형의 우주인이다. 처음 만났을 때 지구 연령은 2000세. 1인칭은 '나 (일본어: わたし)' 혹은 '모아' 지만, 우주몽유병에 걸렸을 때에는 '나 (일본어: あたし)'로 했었다.

### 공포의 대마왕
이름을 들어보면 알 수 있겠지만 노스트라다무스 대예언에 기록된 인물로, 1999년 7월부터 공포의 대왕이 온다는 그 인물이라고 생각할 수 있는데, 실제로 만화 상에서는 첫 등장시에 노스트라다무스 대예언과 동일하게 등장하였다. 원작보다 5년 후에 방영된 애니메이션에선 늦잠을 자서 예정보다 4년 10개월정도 늦게 지구에 출현한 걸로 설정되었다. 예언대로 지구를 파괴하기 위해 왔지만, 건프라 공장이 사라져 건프라를 더 이상 가질 수 없다는 후유키의 말에 케로로가 파괴를 하지 말아달라고 하면서, 지구 파괴는 중단된 상태이다.

### 모습과 복장
우리가 알고 있는 모아의 모습은, 모아의 원래 모습 상태에서 지구에서 처음 본 여학생의 모습을 그대로 카피해서 따라한 것이다. 신장은 155cm평상시 지구인 모습은 교복 차림이며, 원래 모습은 보라색의 겉옷과 속의 퍼프형태(둥글고 볼록한형태)의 소매와 바지로 구성된 옷을 안에 입는다. 모자는 둥글고 큰 보랏빛의 모자를 쓴다.목에서 이어져 내려오는 넓은 곡선을 가져 바깥으로 이어진 망토같은 것을 입고있다.
해변에서는 잿빛의 수영복을 입으며 같은색의 치마를 덧대어 입는다. 케로로 소대내의 내기경기에서는 주로 올인원위에 턱시도를 입고 마법사 모자를 쓰기도 했다.

### 능력 및 전투력
앙골족의 궁극오의 '하르마게돈 (ハルマゲドン)'으로 별 하나를 간단히 파괴할 수 있다(국내판에서는 아마겟돈으로 번역.묵시록격이라 쓰고 하르마게돈이라 읽는다). 또한 이 파괴력은 '{\displaystyle {\frac {1}{2}}}', '{\displaystyle {\frac {1}{100}}}' 등으로 다양하게 조정할 수 있다. 제일 센 것은 '{\displaystyle {\frac {1}{1}}}'. 애니메이션 판에서는 단 한 번이지만 '{\displaystyle {\frac {100}{1}}}', 즉 100배 아마겟돈으로 지구를 날려버리려 한 적이 있다. 이 때에는 나츠미와 케로로가 맞선을 보고 있던 중이라 폭주한듯. 운동신경에 대해서는 알려진 바가 없다. 모아피치썸머스노우때에 히나타 나츠미를 제대로 따라가는 것을 보아, 꽤 좋을 것 같다는 추측만 된다. 본 작품에서 현재까지 출연한 인물중에서 가장 강한 인물이지만, 루시퍼스피어를 함부로 사용하지는 않는다. 하지만 모아가 동경하는 케로로에게 무슨 일이 생기면, 루시퍼스피어 정도는 아무 생각 없이 쓴다.

### 인간 관계

#### 케로로와의 관계
어릴 적부터 함께 놀아준 케로로 중사를 '아저씨 (일본어: おじさま)'라고 부른다. 또한 케로로 소대에서의 여러 뒷바라지를 하고 있다. 케로로를 무척 좋아하기 때문에 케로로의 슬픔은 모아의 가장 큰 슬픔이다. 이로 인해 타마마는 케로로와 모아 관계 때문에 불만인듯 질투를 한다. 그러나 케로볼의 오작동에 의해 무수한 복제 케로로가 만들어졌을 때는 '아저씨 가득!'이라고 한 바도 있다.

#### 아버지와의 관계
아버지는 앙골족의 수장으로 애니메이션에서 가끔 등장한다. 형태는 거대한 앙골족의 원래 모습을 하고 있으며 설정상 제일 강한부류의 족속이다. 별들을 관리하는 앙골족의 수장이므로 엄청나게 강하다. 그러나 아무리 그들이더라도 신은아니기에 앙골스톤이라는 돌이 가까이 있으면 힘을 쓸 수가 없다. 그러나 만화 14권을보면 앙골스톤을 자력으로 파괴하는 것을 보면 사명감의 의지가 앙골스톤을 뛰어넘는경우 자력으로 파괴가 가능한것같다.따라서 앙골스톤을 쓰더라도 그건 어디까지나 시간벌기에 지나지 않는다.또한 모아의 아버지와 어머니는 연애할 때마다 별을 단죄해서 타마마가 몬스터 패밀리라고 불렀다(립스틱앤슬랩스틱편참고) 모아의 아버지는 케로로와 잘아는 사이.

### 말버릇
'것보다 방심금물?' (투니버스에서는 "말하자면 ~", 일본어: ~っていうか、油断大敵)와 같이 대사의 끝에 사자성어를 붙여 말하는 버릇이 있다. 다만 일본어에서의 표기는 '일본어: ~っていうか', '일본어: てゆーか', '일본어: ていうか'를 병용하기도 한다.

### 본래의 모습
애니 247화의 모아 립스틱 슬랩스틱편에서 보면 쿠루루의 매직 화장세트로 이마에 눈과 비슷한 마크를 그렸다가 폭주하는데 이것은 앙골족이 정식적으로 별을 단죄할 때 자연적으로 생기는 마크다. 이때 모습은 애니를 보면 알겠지만 아주 터프(?)하다 사라지는 건 별이 단죄되면 사라지나 모아가 실수로 그렸을땐 케로로가 립스틱을 바른 상태에서 실수로 이마에 키스를 해서 그 효과가 사라진다.

## 모아의 호칭 리스트
- 한국식 호칭이 적혀 있지 않은 것은 일본과 호칭이 동일하다는 뜻이다.

| 이름       | 모아를 부를 때 호칭                | 모아가 부를 때 호칭                                                          |
| ---------- | ---------------------------------- | ---------------------------------------------------------------------------- |
| 케로로     | 모아님, 모아 (: 모아야)            | 아저씨, 바보개구리 ( '바보개구리'는 애니메이션 185화 B파트에서만) (: 아저씨) |
| 타마마     | 모아, 저 여자, 이 여자             | 타마쨩[일본어: ちゃん],타마마 이등병,타마마 씨 (: 타마마, 타마마 이등병)     |
| 기로로     | 모아                               | 기로로 씨, 하사씨 (: 기로로님, 하사님)                                       |
| 쿠루루     | 모아                               | 쿠루루 씨, 상사씨 (: 쿠루루님, 상사님)                                       |
| 도로로     | 모아 씨 (: 모아 아가씨)            | 도로로 씨, 병장씨 (: 도로로님, 병장님)                                       |
| 후유키     | 모아쨩 [일본어: ちゃん] (: 모아야) | 후유키 씨, 훗키씨 [일본어: フッキー] (: 우주야)                              |
| 나츠미     | 모아쨩 [일본어: ちゃん] (: 모아야) | 나츠미 씨, 낫치씨 [일본어: ナッチー] (: 한별아)                              |
| 아키       | 모아쨩 [일본어: ちゃん] (: 모아)   | 어머님 (: 아주머님, 홍미나씨, 어머님)                                        |
| 모모카     | 모아씨 (: 모아야)                  | 모모카씨, 모모치씨 [일본어: モモッチ] (: 나라야)                             |
| 623/사부로 | 모아쨩 [일본어: ちゃん] (: 모아)   | 사부로 씨 (: 사빈아)                                                         |
| 푸루루     | 모아쨩 [일본어: ちゃん]            | 아주머니 (일본어: おばさま, 애니메이션에서만) (: 푸루루 간호장교님)          |

## 같이 보기
- 케로로 중사 (캐릭터)
- 히나타 후유키
- 쿠루루 상사